# Gnypeta impressiceps
Gnypeta impressiceps är en skalbaggsart som beskrevs av Thomas Casey 1906. Gnypeta impressiceps ingår i släktet Gnypeta och familjen kortvingar. Inga underarter finns listade i Catalogue of Life.